# Diskussion
Eine Diskussion ist ein Dialog zwischen zwei oder mehreren Personen (Diskutanten), der mündlich (Gespräch, auch telefonisch) oder schriftlich (Briefwechsel, Korrespondenz, Internetforum, Chat) geführt wird, wobei jede Seite ihre Argumente vorträgt. Als solche ist sie Teil zwischenmenschlicher Kommunikation. Sie unterscheidet sich vom lockeren, thematisch nicht festgelegten Alltagsgespräch.
Das Wort Diskussion stammt vom lat. Substantiv discussio „Untersuchung, [...] Prüfung“ ab. Das Verb dazu heißt discutere und bedeutet „eine Sache diskutieren = untersuchen, erörtern, besprechend erwägen“.

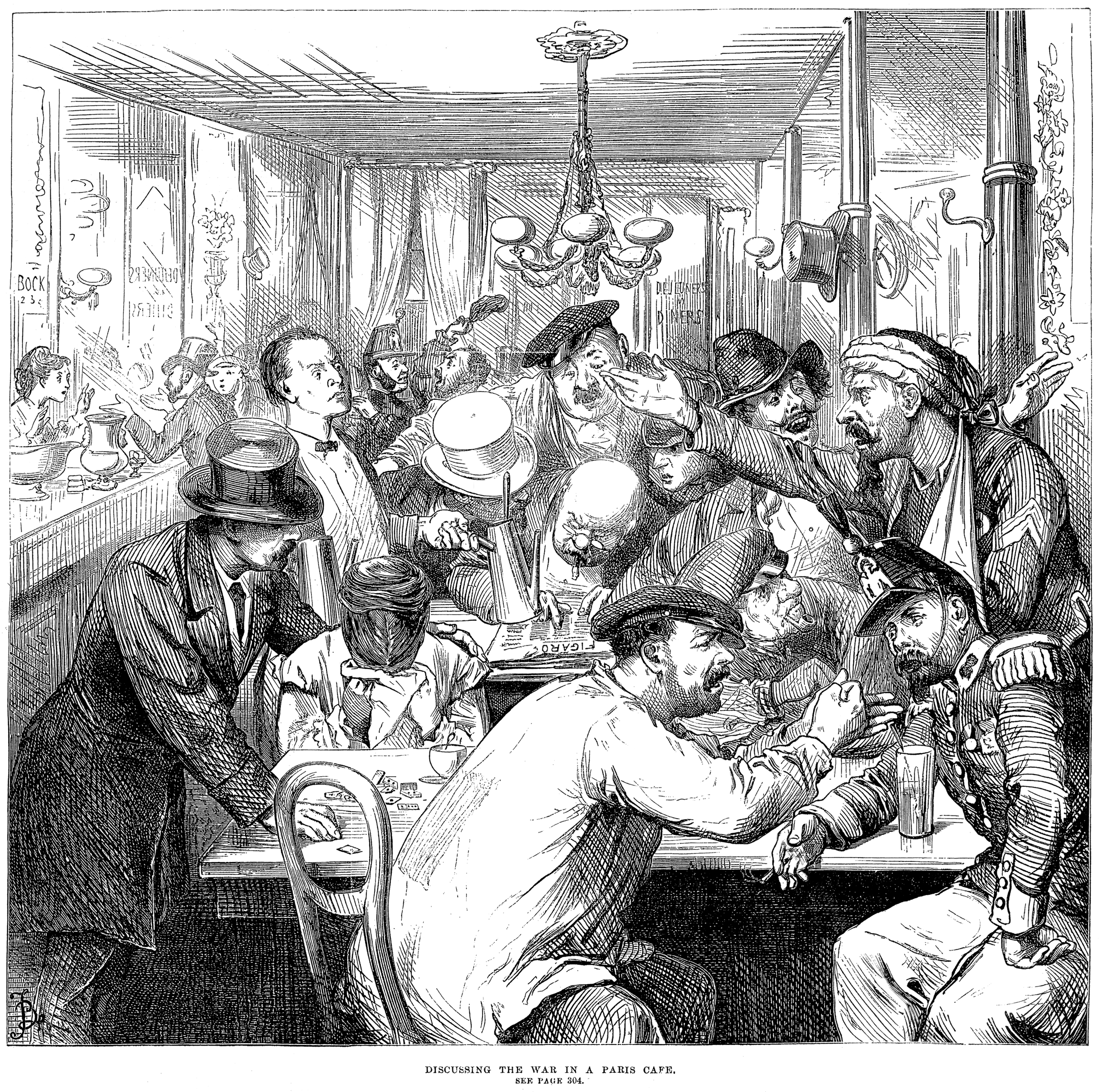
Diskussion in einem Pariser Café während des Deutsch-Französischen Krieges

Bisweilen hat die Verwendung des Wortes einen etwas kämpferischen Beiklang (Argument versus Gegenargument), wogegen der verwandte Begriff  Diskurs weniger mit Emotionen verknüpft ist.

## Themen und Arten der Diskussion
Für eine Diskussion gibt es verschiedene Anlässe, ebenso unterschiedlich ist ihre Gestaltung. Während im privaten Bereich auch über persönliche Angelegenheiten gesprochen wird, so werden im öffentlichen Bereich meist politische Themen diskutiert. Hierbei erfolgt der Austausch der Meinungen nicht nur verbal (z. B. auf Diskussionsveranstaltungen oder im Fernsehen), sondern auch schriftlich (z. B. in der Zeitung mithilfe eines Leserbriefs oder in einem Internetforum). Vorteile mündlicher Diskussion sind Spontaneität und Lebendigkeit, Vorteile der Schriftform die Möglichkeit, sorgfältig zu formulieren sowie die Nachvollziehbarkeit.
In wissenschaftlichen Arbeiten und ähnlichen Veröffentlichungen gibt es häufig einen Abschnitt mit der Überschrift Diskussion, in dem die zuvor erarbeiteten Sachverhalte von verschiedenen Seiten kritisch betrachtet und interpretiert werden. Der Verfasser versetzt sich dabei in die Meinungen möglicher Diskutanten und verknüpft diese zu einer zusammenhängenden Betrachtung. Eine solche „Diskussion“ findet auf rein gedanklicher Ebene statt. Sie hat auch nicht die Form eines Gesprächs mit verteilten Rollen.

## Diskussionsstile
Zu einem guten Diskussionsstil (siehe auch Streitkultur) gehört neben wechselseitigem Respekt unter anderem, gegenteilige Argumente und Meinungen zuzulassen und genau zu prüfen, anstatt diese vorschnell zu verwerfen. Ein guter Diskutant hört zu, lässt ausreden und ist konzentriert genug, um auf das vom Gegenüber Gesagte einzugehen und seine eigenen Argumente sachlich darzustellen. Im Idealfall ist er gelassen und höflich. Oftmals ist aber Gegenteiliges zu beobachten, zum Beispiel in der Politik (siehe auch Debatte).

## Visualisierung als Hilfsmittel bei Diskussionen
Ein wirksames Hilfsmittel der Diskussion ist es, die Inhalte bildhaft darzustellen (zu visualisieren). Für einen sachlichen und geordneten Diskussionsverlauf ist es hilfreich, einzelne Diskussionspunkte (Stichworte) für alle sichtbar aufzuschreiben oder in Symbolen und durch bildsprachliche Zeichen zu veranschaulichen (z. B. auf Flipchart, Pinnwand, Overheadfolie).
Die Visualisierung wirkt als Gedächtnisstütze, versachlicht die Diskussion, erhöht die Aufmerksamkeit, fördert Gelassenheit auch bei weit auseinanderliegenden Standpunkten, unterstützt eine optische Entwicklung eines Diskussionsfadens, entlastet die Diskutanten psychisch und vermindert Missverständnisse. Ein unbewusstes oder ein in manipulativer Absicht gesteuertes Springen im Diskussionsfaden wird mittels Visualisierung sichtbar und kann wertschätzend und die Diskussion fördernd aufgefangen werden.

## Ausgang einer Diskussion
Der Zweck einer Diskussion besteht nicht zwangsläufig darin, das Gegenüber von seinem Standpunkt zu überzeugen. Hingegen steht am Ende einer Diskussion die Lösung eines Problems, ein für alle Beteiligten annehmbarer Kompromiss oder die beidseitige Erkenntnis, dass verschiedene Meinungen herrschen (Dissens). Auch im letzteren Fall ist die Diskussion eine wichtige Möglichkeit, den Standpunkt anderer kennenzulernen und Dinge aus bisher unbekannter Perspektive zu erblicken.